# Brent Barry
Brent Robert Barry (Hempstead, Nueva York, 31 de diciembre de 1971) es un exjugador de baloncesto que disputó 14 temporadas en la NBA. Con 2,01 metros de altura jugaba en la posición de escolta.
Es hijo del Hall of Fame Rick Barry, y tiene tres hermanos también baloncestistas: Scooter, Jon y Drew.

## Trayectoria deportiva

### Universidad
Barry jugó al baloncesto en el Instituto De La Salle en Concord, California, antes de recibir una beca para jugar y estudiar en la Universidad de Oregon State, donde disputó cuatro temporadas con los Beavers antes de presentarse al draft de la NBA.

### Profesional
Fue seleccionado por Denver Nuggets en la 15.ª posición del Draft de 1995 antes de ser traspasado a Los Angeles Clippers. Ganó el concurso de mates del All-Star de 1996 gracias a un mate saltando desde la línea de tiros libres a una mano. 
En verano de 2004, firmó como agente libre por San Antonio Spurs. Tras pasarse la mayor parte de la temporada de reserva, Barry comenzó a jugar como titular en los playoffs de 2005. Esa temporada ganó su primer anillo batiendo a Detroit Pistons en las Finales de la NBA.
Barry está considerado en la liga como un gran pasador, promediando durante tres temporadas más de 5 asistencias por partido. También es un gran tirador, especialmente de tres puntos, siendo actualmente el 23.er jugador de la historia de la liga con mejor porcentaje desde la línea de triples con un 40 % en toda su carrera. Junto a todo esto, es un jugador muy vesátil, siendo capaz de jugar en la cancha en las tres posiciones del perímetro.
En febrero de 2008 fue traspasado junto con Francisco Elson a Seattle SuperSonics a cambio de Kurt Thomas, siendo cortado al poco tiempo. Tras un periodo obligatorio de espera de 30 días, Barry fichó de nuevo con los Spurs el 24 de marzo de 2008. Al final de la temporada se convirtió en agente libre, fichando por Houston Rockets el 10 de julio.

### Retirada
En octubre de 2009 dejó el baloncesto en activo, pasando a trabajar para la cadena de televisión NBA TV.
En septiembre de 2018, se unió a los San Antonio Spurs como vicepresidente de operaciones de baloncesto.
En julio de 2024 se anuncia su incorporación al cuerpo técnico de los Phoenix Suns, como asistente de Mike Budenholzer.

## Estadísticas de su carrera en la NBA
|  | Campeones de la NBA |

### Temporada regular
| Año     | Equipo      | PJ  | PT  | MPP  | %TC  | %3P  | %TL   | RPP | APP | ROB | TPP | PPP  |
| ------- | ----------- | --- | --- | ---- | ---- | ---- | ----- | --- | --- | --- | --- | ---- |
| 1995–96 | LA Clippers | 79  | 44  | 24.0 | .474 | .416 | .810  | 2.1 | 2.9 | 1.2 | .3  | 10.1 |
| 1996–97 | LA Clippers | 59  | 0   | 18.5 | .409 | .324 | .817  | 1.9 | 2.6 | .9  | .2  | 7.5  |
| 1997–98 | LA Clippers | 41  | 36  | 32.7 | .428 | .400 | .844  | 3.5 | 3.2 | 1.2 | .6  | 13.7 |
| 1997–98 | Miami       | 17  | 0   | 15.2 | .371 | .353 | 1.000 | 1.6 | 1.2 | .8  | .2  | 4.1  |
| 1998–99 | Chicago     | 37  | 30  | 31.9 | .396 | .302 | .772  | 3.9 | 3.1 | 1.1 | .3  | 11.1 |
| 1999–00 | Seattle     | 80  | 74  | 34.1 | .463 | .411 | .809  | 4.7 | 3.6 | 1.3 | .4  | 11.8 |
| 2000–01 | Seattle     | 67  | 20  | 26.5 | .494 | .476 | .816  | 3.1 | 3.4 | 1.2 | .2  | 8.8  |
| 2001–02 | Seattle     | 81  | 81  | 37.5 | .508 | .424 | .846  | 5.4 | 5.3 | 1.8 | .5  | 14.4 |
| 2002–03 | Seattle     | 75  | 68  | 33.1 | .458 | .403 | .795  | 4.0 | 5.1 | 1.5 | .2  | 10.3 |
| 2003–04 | Seattle     | 59  | 53  | 30.6 | .504 | .452 | .827  | 3.5 | 5.8 | 1.4 | .3  | 10.8 |
| 2004–05 | San Antonio | 81  | 8   | 21.5 | .423 | .357 | .837  | 2.3 | 2.2 | .5  | .2  | 7.4  |
| 2005–06 | San Antonio | 74  | 5   | 17.0 | .452 | .396 | .661  | 2.1 | 1.7 | .5  | .4  | 5.8  |
| 2006–07 | San Antonio | 75  | 28  | 21.7 | .475 | .446 | .880  | 2.1 | 1.8 | .8  | .2  | 8.5  |
| 2007–08 | San Antonio | 31  | 1   | 17.9 | .481 | .429 | .950  | 1.8 | 1.7 | .6  | .1  | 7.1  |
| 2008–09 | Houston     | 56  | 1   | 15.3 | .407 | .374 | .950  | 1.7 | 1.4 | .4  | .1  | 3.7  |
| Total   | Total       | 912 | 449 | 25.9 | .460 | .405 | .823  | 3.0 | 3.2 | 1.0 | .2  | 9.3  |

### Playoffs
| Año   | Equipo      | PJ | PT | MPP  | %TC  | %3P  | %TL   | RPP | APP | ROB | TPP | PPP  |
| ----- | ----------- | -- | -- | ---- | ---- | ---- | ----- | --- | --- | --- | --- | ---- |
| 1997  | Los Ángeles | 3  | 0  | 28.0 | .407 | .455 | .889  | 2.3 | 3.3 | 1.3 | .0  | 11.7 |
| 2000  | Seattle     | 5  | 3  | 31.0 | .364 | .400 | .714  | 2.6 | 3.0 | .6  | .6  | 8.4  |
| 2002  | Seattle     | 5  | 5  | 29.8 | .412 | .438 | 1.000 | 4.6 | 2.8 | .6  | .8  | 7.8  |
| 2005  | San Antonio | 23 | 8  | 24.1 | .457 | .424 | .810  | 2.4 | 1.9 | .6  | .2  | 6.1  |
| 2006  | San Antonio | 13 | 2  | 23.2 | .557 | .500 | .762  | 2.5 | 1.7 | .7  | .2  | 7.8  |
| 2007  | San Antonio | 19 | 0  | 11.8 | .350 | .306 | 1.000 | 1.3 | 1.1 | .2  | .1  | 3.1  |
| 2008  | San Antonio | 16 | 0  | 14.2 | .491 | .463 | .800  | 1.1 | 1.1 | .4  | .1  | 5.2  |
| 2009  | Houston     | 4  | 0  | 8.8  | .500 | .375 | .000  | 1.0 | .8  | .5  | .0  | 3.3  |
| Total | Total       | 88 | 18 | 19.7 | .446 | .416 | .802  | 2.0 | 1.7 | .5  | .2  | 5.8  |

## Vida personal
Barry tiene dos hijos con su esposa Erin: Quinn (nacido en 2001) y Cade (en 2006). Además, es un apasionado del surf.
Él y su padre Rick, son una de las cinco parejas padre e hijo en ser campeones de la NBA, junto con los Guokas (Matt Sr. y Matt Jr.), los Payton (Gary y Gary), los Walton (Bill y Luke) y los Thompson (Mychal y Klay).